# Oreolais pulcher
El apalis cuellinegro (Oreolais pulcher) es una especie de ave paseriforme de la familia Cisticolidae propia de los montes del África tropical.

## Taxonomía
El apalis cuellinegro anteriormente se clasificaba en el género Apalis, hasta que en 2008 fue trasladado al nuevo género Oreolais cuando se demostró que Apalis era polifilético como estaba.

## Distribución
Se encuentra en los montes entre Camerún y Nigeria, el sureste de la República Democrática del Congo, Kenia,Sudán del Sur y Uganda.